# Havhingsten fra Glendalough

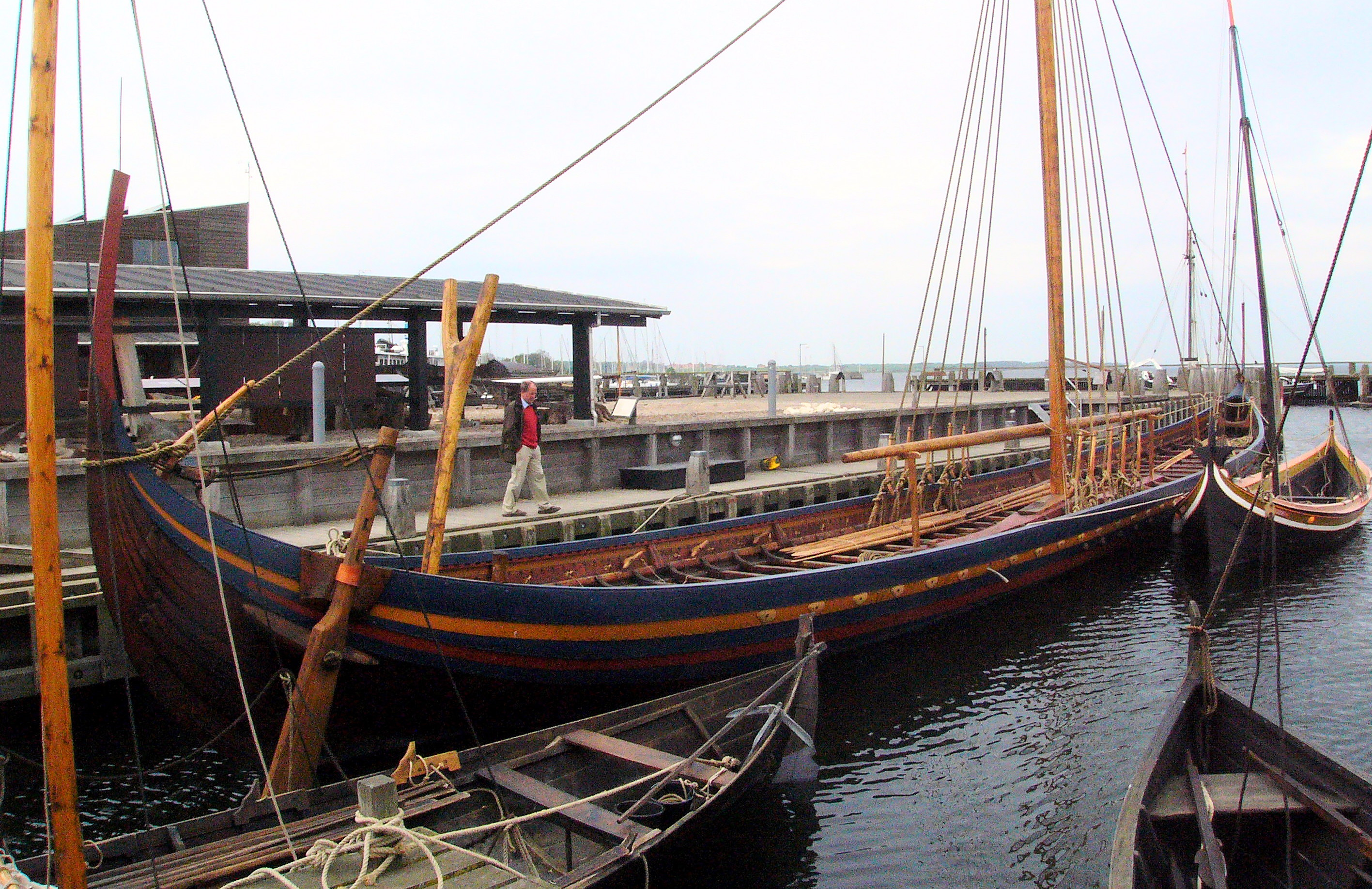
Das Langschiff in Roskilde

Die Havhingsten fra Glendalough (englisch: Sea Stallion from Glendalough) ist eine Rekonstruktion der Skuldelev II. Das Originalschiff war etwa um 1042 in der Nähe von Dublin gebaut worden.
Die Havhingsten (deutsch: Seehengst) wurde auf der Schiffswerft des Wikingerschiffmuseums in Roskilde von 2000 bis 2004 gebaut. Sie ist 30 m lang und 3,8 m breit. Das Schiff wird zu Forschungszwecken verwendet.

## Forschungsreise nach Dublin 2007
Die Fahrt von Roskilde nach Dublin fand im Juli und August 2007 statt. Aufgrund einer Flaute wurde das Schiff durch die Nordsee geschleppt, hat aber dann die Weiterfahrt ohne fremde Hilfe fortgesetzt. Das Schiff hat den Hafen von Roskilde am 1. Juli verlassen und Dublin 14. August kurz vor 14 Uhr Ortszeit erreicht. Das Schiff wurde vom 17. August 2007 bis zu seiner Rückreise nach Dänemark im Sommer 2008 im Nationalmuseum Irland ausgestellt.
Der britische Fernsehsender BBC Two sendete in seinem Geschichtsprogramm Timewatch am 5. Januar 2008 eine Dokumentation über die Expedition. Nach der Ankunft des Schiffs in Irland wurden zwei Briefmarken mit dem Motiv der Sea Stallion von der irischen Post herausgebracht. Die eine hat einen Wert von 55 Cent und die andere einen von 3 Euro. Des Weiteren gab es vom Oktober 2007 bis Juni 2008 eine Vorlesungsreihe im Irischen Nationalmuseum, die vom Schiffsmuseum in Roskilde organisiert wurde.